# Тара Каліко
Тара Лі Каліко (англ. Tara Leigh Calico) — 19-річна американка, зникла безвісти 20 вересня 1988 року в невеликому містечку Белен на південному заході США (~50 км до півдня від Альбукерке). Справа Каліко отримала широке висвітлення в пресі та на телебаченні (включаючи «48 годин» і «Шоу Опри Вінфрі»), в тому числі і завдяки деяким незвичайним обставинами, що з'явилися під час  розслідування справи.

## Інцидент
Тара Каліко народилася 28 лютого 1969 року, і на момент зникнення була другокурсницею в університеті Нью-Мексіко: отримувала гарні оцінки і планувала працювати психологинею або психіатринею. Знайомі відгукувалися про Тару як про відповідальну, енергійну дівчину, яка займалася бігом і велосипедним спортом, а також любила складати розклад  і планувати свій день.
20 вересня 1988 року в 9:30 ранку Тара сказала своїй матері, Патті Доел, що планує проїхати 36 миль на велосипеді за своїм звичним маршрутом околицями міста, і обіцяла повернутися до полудня. У велосипеда Тари виявилося спущене колесо, тому вона вирішила взяти велосипед матері. З собою студентка взяла тільки плеєр Sony Walkman з касетою групи Boston. О 12:05 Тари все ще не було вдома, що було незвично для неї, бо вона завжди строго слідувала розкладові. Тому мати вирушила на пошуки, але не змогла знайти доньку ніде в околицях міста, після чого звернулася в поліцію.
Як виявилося, Тару останнього разу бачили о 11:45 на дорозі #47, приблизно за дві милі від її житла. За нею їхав брудно-білий пікап Ford моделі 1953 року з білим саморобним кузовом. Наразі невідомо, чи пов'язаний цей пікап зі зникненням Тари, оскільки самого моменту викрадення або аварії ніхто не бачив. Свідки стверджують, що Тара не звертала уваги на пікап (можливо, вона не чула, як він наближається, оскільки слухала музику в навушниках). Наступного дня в двох милях від будинку Тари на узбіччі дороги була знайдена касета, яку вона взяла з собою (все виглядало так, наче вона загубила касету дорогою від будинку). Недалеко від цього місця були знайдені сліди від велосипедних шин. Пізніше шматки плеєра Walkman були знайдені в 19 милях на схід від дороги #47. На думку матері Тари, таким чином вона намагалась позначити маршрут, яким її повезли викрадачі. Велосипед, на якому їхала Тара, так і не знайшли.

## Загадкові фото
Після публікації відомостей про зникнення Тари Каліко знайшлося безліч «свідків», які нібито бачили Тару у різних місцях, в основному в південній частині США. Жодне з цих свідчень не було визнано поліцією вартим уваги, крім одного.
15 червня 1989 р. на пляжі в місті Порт-Сент-Джо (Флорида) була помічена молода дівчина, схожа на Тару Каліко, в компанії кількох дорослих білих чоловіків. З боку це виглядало так, ніби вона підпорядковувалася їх наказам, але невідомо, чи був цей інцидент постановкою, або ж її дійсно утримували проти її волі. Пізніше в цей же день на стоянці біля магазину в тому ж місті була знайдена фотографія, на якій були зображені дівчина, схожа на помічену в той день на пляжі, і хлопчик ~12 років, які лежати зв'язаними із заклеєними ротами всередині фургона. Поруч з ними лежала книжка «My Sweet Audrina» — улюблена книга Тари Каліко. Експертиза показала, що фотографію було зроблено на плівку Polaroid, що вийшла у продаж не раніше травня 1989 р. На місці знахідки фотографії в той день був припаркований білий фургон Toyota без вікон, водієм якого був вусатий чоловік середніх років. Знайти фургон так і не вдалося.
Патті Доел впізнала доньку на фотографії (у тому числі за шрамом на нозі), але певний сумнів все ж лишався, оскільки Тарі в цей час мало виповнитися 20 років, а дівчина на фотографії виглядала тільки на 15-16. Експерти Скотленд-Ярду підтвердили правильність упізнання, але експерти ЛАНЛ визнали, що дівчина на фотографії — це не Тара Каліко; експертиза ФБР не зробила ніякого однозначного висновку. Щодо хлопчика на фотографії, то він спочатку був пізнаний як 9-річний Майкл Хенлі, який зник безвісти 21 квітня 1988 року в горах Зуні, приблизно в 75 милях від місця зникнення Тари Каліко. Втім, і в цьому випадку відразу виникли сумніви, пов'язані з віком (хлопчику на фотографії на вигляд було близько 12 років). Ця версія остаточно відпала в 1990 році, після того, як залишки Хенлі були знайдені неподалік від місця його зникнення. Слідство зробило висновок, що він не був викрадений, а заблукав і помер від природних причин. Також під час вивчення фотографії помітили, що на обкладинці книги був написаний телефонний номер, частину цифр якого експертам вдалося прочитати. Номер на обкладинці (з урахуванням нерозбірливих цифр) міг бути одним з 300 номерів, з яких реально існували тільки 57. За всіма цими номерами була проведена перевірка, яка не дала жодних результатів.
Незабаром після цього неподалік від одного з будмайданчиків в Монтесіто (Каліфорнія) була знайдена аналогічна фотографія, на якій зображена голова дівчини з заклеєним ротом на тлі подушки такого ж кольору, що і на фото з Порт-Сент-Джо. Патті Доел впізнала свою доньку і на цьому фото, незважаючи на його низьку якість. За словами експертів, це було зроблено на плівку, що надійшла в продаж не раніше червня 1989 р. Пізніше їй була пред'явлена для впізнання ще одна фотографія, на якій зображена пов'язана жінка з обличчям, закритим великими темними окулярами, яка сидить навпроти чоловіка у вагоні поїзда Amtrak. Фотографія була зроблена на плівку, що надійшла в продаж не раніше лютого 1990 р. Патті Доел не змогла чітко сказати, чи схожа ця жінка на її доньку, і вирішила, що ця фотографія — чийсь розіграш. Більше жодних вартих уваги доказів по справі виявити не вдалося, незважаючи на зусилля слідства.

## Додаткові факти
У 2003 р. лейтенант поліції МакКракен, який свого часу зустрічався з Тарою Каліко, був звинувачений у вбивстві своєї дружини, через це переглянули і справу про зникнення Каліко. Тим не менш, до суду справа так і не дійшла, і зв'язку з справою Каліко також виявити не вдалося.
У серпні 2009 р. поліція Порт-Сент-Джо отримала два анонімні листи з фотографією хлопчика, на якій область рота була замальована чорною фарбою (а-ля фотографії 1989 року, на яких були заклеєні роти чорною стрічкою). Вдалося з'ясувати, що листи були відправлені з Альбукерке, але в них не знайшлося ні слідів ДНК, ні якою-небудь іншої корисної для слідства інформації. У той же день шериф округу Галф в Порт-Сент-Джо отримав дзвінок від жінки з Каліфорнії, яка стверджувала, що їй прийшло видіння, згідно з яким Тара Каліко похована десь у Каліфорнії. На думку шерифа, навіть якщо на фотографії 1989 року зображена не Тара Каліко, випадок з нею все одно заслуговує розгляду, оскільки в очах дітей на ній читається справжній, а не награний страх.
Через 20 років після інциденту шериф округу Валенсія вирішив озвучити свою версію того, що сталося. Згідно з його версією, двоє підлітків переслідували Тару на пікапі і випадково збили її, після цього з допомогою ще двох осіб сховали її тіло. Він стверджував, що може назвати імена учасників злочину, але не буде робити цього, поки не буде знайдено тіло Тари. Джон Доел, вітчим Тари (Патті Доел померла в 2006 році, батько Тари — 2002) різко розкритикував ці заяви, сказавши, що шериф повинен знайти серйозні докази провини і потім вже виступати зі звинуваченнями, або нічого не заявляти взагалі.
На даний момент справа залишається відкритою. Слідство не розглядає можливості наявності зв'язку між зникненням Тари і фотографіями, знайденими в 1989 р., і не зробило ніяких арештів у справі за весь час розслідування. Обставини зникнення залишаються нез'ясованими.